# Гветенок
Гветенок (V век) — святой Бретани.
Гветенок (Guéthénoc, Guéthenoc), или Гветнек (Guéthnec), или Гвезеннек (Guézennec), или Гвеженнег (Gwezheneg), или Гвехенек (Guéhénec), или Гвеннек (Guennec), или Гвину (Guinou, Guinnous), или Гвитенок (Guithénoc), или Гвехенок (Guéhenocus), или Гвенок (Guénoc), или Гвенюк (Guéneuc), или Гвино (Guinau), или Венек (Venec, Vennec), или Винек (Vinec), или Венёк (Veneuc), или Венок (Venoc), или Вихенок (Wihenoc), или Ветенок (Wéthénoc), или Хинек (Hinec), или Изиньё (Izinieux), или Исизьё (Ithizieux) родился в Уэльсе в семье Фрагана. Около 418 года он отправился в Арморику и остановился на берегах Гуэта (Gouët) в окрестности селения Сент-Бриёк в местечке, называемом ныне Плуфраган. Вместе с ним были два юных сына, будущие свв. Жакю и Гветенок, а также их мать, св. Гвенн, которую изображают с тремя грудями по числу её сыновей. По прибытии св. Гвенн рожает третьего сына, св. Гвеноле (Gwenolé, Saint Guénolé), будущего настоятеля Лландевеннека (Landevennec), а также дочь, св. Клерви.
Гветенок и Жакю построили вместе монастырь Сен-Жакю (Abbaye de Saint-Jacut) в Ландуаре (Landouar), неподалёку от острова Сен-Жакю-де-ла-Мер. Затем Гветенок присоединился к Гвеноле. Два брата бродили по берегу моря в поисках бретонцев, изгнанных из Великобритании и остававшихся в Ароморике.
Не исключено, что св. Гветенок и св. Гвенок из Кемпера — одно лицо.